# نیروگاه سیکل ترکیبی غرب مازندران
نیروگاه سیکل ترکیبی کاسپین مازندران (استان مازندران، نوشهر)، یکی از نیروگاه‌های ایران از نوع سیکل ترکیبی با ظرفیت تولید 458 مگاوات است که شامل 1 واحد گازی 310 مگاواتی مدل V94.3 و ۱ واحد بخار 150 مگاواتی در قالب طرح B.O.O (ساخت، بهره‌برداری، مالکیت) در زمینی به مساحت ۸٫۵ هکتار است. این نیروگاه در سال ۱۳۹۹ به بهره برداری رسید.
سوخت اصلی این نیروگاه گاز طبیعی و سوخت پشتیبان آن نفت گاز (گازوئیل) است.
پست برق نیروگاه ۲۳۰ کیلوولت است.
در پروژه ساخت نیروگاه، کارفرما شرکت ماهتاب کاسپین (سرمایه‌گذار)  (از زیر مجموعه‌های گروه ماهتاب) ، پیمانکار EPC شرکت انرژی گستران متحد(UED) مدیریت طرح (MC) شرکت مهندسی و ساختمان آرماتور پردیس و مشاور و ناظر کارگاهی شرکت مهندسی والاانرژی است. همچنین مشاور کارفرما که وظیفه بررسی مدارک را بر عهده دارد شرکت پویری می‌باشد.
توربین و ژنراتور توسط شرکت ایتالیایی ANSALDO ENERGIA و HRSG توسط BHI کره و بخش ACC توسط INNOSPIN سوئیس تأمین گردیده و  پیمانکار نصب تجهیزات نیز شرکت نیرو و توان است. پیمانکار راه‌اندازی پروژه نیز شرکت کنترل قدرت پارس می‌باشد.(PPC).

## روزشمار ساخت و هزینه نیروگاه
عملیات اجرایی ساخت نیروگاه از تیر ماه 1395 در زمینی به مساحت حدود 9 هکتار در نوشهر شروع شد. زمان‌بندی اولیه پروژه 36 ماهه در نظر گرفته شد که مقرر بود براساس آن واحد گازی در ماه 28 و واحد بخار در ماه 34 وارد مدار گردد. صندوق توسعه ملی با پرداخت وام 215 میلیون یورو برای ساخت این نیروگاه از طریق بانک صنعت و معدن موافقت و اعتبار اسنادی پروژه از تیر ماه 1395 فعال گردید.
پیشتر، بهزاد فقیه نصیری، مدیرعامل برق منطقه غرب مازندران، اعتبار ارزی برای ساخت این نیروگاه را ۲۱۵ میلیون یورو اعلام کرده بود. الباقی هزینه‌های نیروگاه توسط سرمایه‌گذار تامین می‌گردد.